# Яркин, Владислав Георгиевич
Владислав Георгиевич Яркин (род. 20 мая 1980 года, Уфа, Республика Башкортостан) — российский тяжелоатлет, мастер спорта международного класса.

## Карьера
Владислав, начал свою спортивную карьеру как воспитанник сочинской Детско-юношеской спортивной школы № 4. В 1993 году стал самым молодым мастером спорта в истории российской тяжелой атлетики. В 1994 году завоевал серебряную медаль на первенстве Европы среди юношей, а в 1995 году стал чемпионом Европы среди юношей.
Владислав Яркин продолжил свою успешную карьеру, став чемпионом Европы среди взрослых в 2000 году и бронзовым призером чемпионата мира среди юниоров. С 2000 по 2004 год он становился чемпионом России среди взрослых. На протяжении 11 лет, с 1994 по 2005 годы, Яркин был членом сборной России по тяжелой атлетике.
В 2004 году Владислав окончил Уральскую государственную академию физической культуры. Позже он учился в Российском университете дружбы народов. В 2001 году Яркин начал тренировать своего младшего брата, Вячеслава Георгиевича Яркина, которому на тот момент было 4 года. Под руководством Владислава, Вячеслав достиг значительных успехов, в том числе завоевал серебряную медаль на юношеских Олимпийских играх 2014 года.
На данный момент Владислав Яркин продолжает тренерскую деятельность, тренирует сборную России и занимается онлайн-тренировками.